# Lugardia lucida
Lugardia lucida är en insektsart som beskrevs av Schmidt 1912. Lugardia lucida ingår i släktet Lugardia och familjen Ricaniidae. Inga underarter finns listade i Catalogue of Life.